# Argentina en la Copa Mundial de Fútbol de 1998
La selección de Argentina fue uno de los 32 equipos participantes en la Copa Mundial de Fútbol de 1998, torneo que se llevó a cabo del 10 de junio al 12 de julio en Francia.
Fue la decimosegunda participación de Argentina, que formó parte del Grupo H, junto a Croacia, Jamaica y Japón.

## Clasificación

### Tabla de posiciones
| Pos. | Selección | Pts | PJ | PG | PE | PP | GF | GC | Dif. |
| ---- | --------- | --- | -- | -- | -- | -- | -- | -- | ---- |
| 1.   | Argentina | 30  | 16 | 8  | 6  | 2  | 23 | 13 | 10   |
| 2.   | Paraguay  | 29  | 16 | 9  | 2  | 5  | 21 | 14 | 7    |
| 3.   | Colombia  | 28  | 16 | 8  | 4  | 4  | 23 | 15 | 8    |
| 4.   | Chile     | 25  | 16 | 7  | 4  | 5  | 32 | 18 | 14   |
| 5.   | Perú      | 25  | 16 | 7  | 4  | 5  | 19 | 20 | –1   |
| 6.   | Ecuador   | 21  | 16 | 6  | 3  | 7  | 22 | 21 | 1    |
| 7.   | Uruguay   | 21  | 16 | 6  | 3  | 7  | 18 | 21 | –3   |
| 8.   | Bolivia   | 17  | 16 | 4  | 5  | 7  | 18 | 21 | –3   |
| 9.   | Venezuela | 3   | 16 | 0  | 3  | 13 | 8  | 41 | –33  |

### Partidos
| Fecha                    | Lugar         | Jornada |           | Resultado |           |
| ------------------------ | ------------- | ------- | --------- | --------- | --------- |
| 24 de abril de 1996      | Buenos Aires  | 1       | Argentina | 3:1 (2:1) | Bolivia   |
| 2 de junio de 1996       | Quito         | 2       | Ecuador   | 2:0 (0:0) | Argentina |
| 7 de julio de 1996       | Lima          | 3       | Perú      | 0:0       | Argentina |
| 1 de septiembre de 1996  | Buenos Aires  | 4       | Argentina | 1:1 (1:1) | Paraguay  |
| 9 de octubre de 1996     | San Cristóbal | 5       | Venezuela | 2:5 (1:1) | Argentina |
| 15 de diciembre de 1996  | Buenos Aires  | 7       | Argentina | 1:1 (0:0) | Chile     |
| 12 de enero de 1997      | Montevideo    | 8       | Uruguay   | 0:0       | Argentina |
| 12 de febrero de 1997    | Barranquilla  | 9       | Colombia  | 0:1 (0:1) | Argentina |
| 2 de abril de 1997       | La Paz        | 10      | Bolivia   | 2:1 (1:1) | Argentina |
| 30 de abril de 1997      | Buenos Aires  | 11      | Argentina | 2:1 (2:0) | Ecuador   |
| 8 de junio de 1997       | Buenos Aires  | 12      | Argentina | 2:0 (1:0) | Perú      |
| 6 de julio de 1997       | Asunción      | 13      | Paraguay  | 1:2 (0:2) | Argentina |
| 20 de julio de 1997      | Buenos Aires  | 14      | Argentina | 2:0 (1:0) | Venezuela |
| 10 de septiembre de 1997 | Santiago      | 16      | Chile     | 1:2 (1:1) | Argentina |
| 12 de octubre de 1997    | Buenos Aires  | 17      | Argentina | 0:0       | Uruguay   |
| 16 de noviembre de 1997  | Buenos Aires  | 18      | Argentina | 1:1 (0:1) | Colombia  |

### Goleadores
| #     | Jugador              | Anotado | PJ | Prom. | Jugada | Cabeza | Tiro libre | Penal |
| ----- | -------------------- | ------- | -- | ----- | ------ | ------ | ---------- | ----- |
| 1     | Ariel Ortega         | 4       | 15 | 0.27  | 2      | 2      |            |       |
| 2     | Gabriel Batistuta    | 3       | 7  | 0.43  | 1      |        | 1          | 1     |
|       | Hernán Crespo        | 3       | 10 | 0.3   | 3      |        |            |       |
| 3     | Marcelo Gallardo     | 2       | 4  | 0.5   | 1      |        | 1          |       |
|       | Claudio López        | 2       | 12 | 0.17  | 1      | 1      |            |       |
|       | Diego Simeone        | 2       | 13 | 0.15  | 1      | 1      |            |       |
| 4     | Néstor Gorosito      | 1       | 2  | 0.5   |        |        |            | 1     |
|       | Fernando Cáceres     | 1       | 3  | 0.33  |        | 1      |            |       |
|       | José Albornoz        | 1       | 3  | 0.33  |        | 1      |            |       |
|       | Juan Pablo Sorín     | 1       | 4  | 0.25  | 1      |        |            |       |
|       | Hugo Morales         | 1       | 7  | 0.14  | 1      |        |            |       |
|       | Juan Sebastián Verón | 1       | 9  | 0.11  | 1      |        |            |       |
|       | Pablo Paz            | 1       | 9  | 0.11  |        | 1      |            |       |
| Total | Total                | 23      | 16 | 1.44  | 12     | 7      | 2          | 2     |

## Preparación

### Partidos previos
Datos correspondientes al periodo entre la finalización de la Copa América 1997 y el inicio de la Copa Mundial de Fútbol de 1998
| Fecha                 | Lugar          | Competición |           |                      | Resultado |                                            |                     |
| --------------------- | -------------- | ----------- | --------- | -------------------- | --------- | ------------------------------------------ | ------------------- |
| 19 de febrero de 1998 | Mendoza        | Amistoso    | Argentina | Bandera de Argentina | 2:1 (1:0) | Bandera de Rumania                         | Rumania             |
| 24 de febrero de 1998 | Mar del Plata  | Amistoso    | Argentina | Bandera de Argentina | 3:1 (1:0) | Bandera de República Federal de Yugoslavia | R. F. de Yugoslavia |
| 10 de marzo de 1998   | Buenos Aires   | Amistoso    | Argentina | Bandera de Argentina | 2:0 (1:0) | Bandera de Bulgaria                        | Bulgaria            |
| 15 de abril de 1998   | Jerusalén      | Amistoso    | Israel    | Bandera de Israel    | 2:1 (0:0) | Bandera de Argentina                       | Argentina           |
| 22 de abril de 1998   | Dublín         | Amistoso    | Irlanda   | Bandera de Irlanda   | 0:2 (0:2) | Bandera de Argentina                       | Argentina           |
| 29 de abril de 1998   | Río de Janeiro | Amistoso    | Brasil    | Bandera de Brasil    | 0:1 (0:0) | Bandera de Argentina                       | Argentina           |
| 14 de mayo de 1998    | Córdoba        | Amistoso    | Argentina | Bandera de Argentina | 5:0 (2:0) | Bandera de Bosnia y Herzegovina            | B. y Herzegovina    |
| 19 de mayo de 1998    | Mendoza        | Amistoso    | Argentina | Bandera de Argentina | 1:0 (0:0) | Bandera de Chile                           | Chile               |
| 25 de mayo de 1998    | Buenos Aires   | Amistoso    | Argentina | Bandera de Argentina | 2:0 (0:0) | Bandera de Sudáfrica                       | Sudáfrica           |

#### Argentina vs. Rumania
| 19 de febrero de 1998 | Argentina            | 2:1 (1:0) | Rumania       | Estadio Malvinas Argentinas, Mendoza                   |                                                        |
|                       | Vivas 9' · Ayala 50' | Reporte   | Niculescu 81' | Asistencia: 23 715 espectadores Árbitro(s): Guido Aros | Asistencia: 23 715 espectadores Árbitro(s): Guido Aros |

| Uniformes | Uniformes |
| --------- | --------- |
|           |           |

#### Argentina vs. R. F. de Yugoslavia
| 24 de febrero de 1998 | Argentina                   | 3:1 (1:0) | RF Yugoslavia | Estadio Mundialista, Mar del Plata                        |                                                           |
|                       | Crespo 45' (pen.), 86', 89' | Reporte   | Drobnjak 78'  | Asistencia: 35 000 espectadores Árbitro(s): Ubaldo Aquino | Asistencia: 35 000 espectadores Árbitro(s): Ubaldo Aquino |

| Uniformes | Uniformes |
| --------- | --------- |
|           |           |

#### Argentina vs. Bulgaria
| 10 de marzo de 1998 | Argentina                 | 2:0 (1:0) | Bulgaria | Estadio José Amalfitani, Buenos Aires                      |                                                            |
|                     | Batistuta 35' · López 86' | Reporte   |          | Asistencia: 21 291 espectadores Árbitro(s): Gustavo Méndez | Asistencia: 21 291 espectadores Árbitro(s): Gustavo Méndez |

| Uniformes | Uniformes |
| --------- | --------- |
|           |           |

#### Israel vs. Argentina
| 15 de abril de 1998 | Israel                   | 2:1 (0:0) | Argentina | Estadio Teddy, Jerusalén                                     |                                                              |
|                     | Ghrayib 62' · Revivo 81' | Reporte   | Cagna 76' | Asistencia: 14 000 espectadores Árbitro(s): Costas Kapitanis | Asistencia: 14 000 espectadores Árbitro(s): Costas Kapitanis |

| Uniformes | Uniformes |
| --------- | --------- |
|           |           |

#### Irlanda vs. Argentina
| 22 de abril de 1998 | Irlanda | 0:2 (0:2) | Argentina                  | Lansdowne Road, Dublín                                    |                                                           |
|                     |         | Reporte   | Batistuta 27' · Ortega 40' | Asistencia: 38 500 espectadores Árbitro(s): Stuart Dougal | Asistencia: 38 500 espectadores Árbitro(s): Stuart Dougal |

| Uniformes | Uniformes |
| --------- | --------- |
|           |           |

#### Brasil vs. Argentina
| 29 de abril de 1998 | Brasil | 0:1 (0:0) | Argentina | Estadio Maracaná, Río de Janeiro                       |                                                        |
|                     |        | Reporte   | López 84' | Asistencia: 99 697 espectadores Árbitro(s): Alain Sars | Asistencia: 99 697 espectadores Árbitro(s): Alain Sars |

| Uniformes | Uniformes |
| --------- | --------- |
|           |           |

#### Argentina vs. Bosnia y Herzegovina
| 14 de mayo de 1998 | Argentina                                         | 5:0 (2:0) | Bosnia y Herzegovina | Estadio Olímpico, Córdoba                             |                                                       |
|                    | Batistuta 5', 24', 79' · Zanetti 55' · Ortega 60' | Reporte   |                      | Asistencia: 44 243 espectadores Árbitro(s): Luis Peña | Asistencia: 44 243 espectadores Árbitro(s): Luis Peña |

| Uniformes | Uniformes |
| --------- | --------- |
|           |           |

#### Argentina vs. Chile
| 19 de mayo de 1998 | Argentina     | 1:0 (0:0) | Chile | Estadio Malvinas Argentinas, Mendoza                      |                                                           |
|                    | Batistuta 47' | Reporte   |       | Asistencia: 47 000 espectadores Árbitro(s): Ubaldo Aquino | Asistencia: 47 000 espectadores Árbitro(s): Ubaldo Aquino |

| Uniformes | Uniformes |
| --------- | --------- |
|           |           |

#### Argentina vs. Sudáfrica
| 25 de mayo de 1998 | Argentina                  | 2:0 (0:0) | Sudáfrica | Estadio Monumental, Buenos Aires                           |                                                            |
|                    | Batistuta 50' · Ortega 89' | Reporte   |           | Asistencia: 40 000 espectadores Árbitro(s): Gustavo Méndez | Asistencia: 40 000 espectadores Árbitro(s): Gustavo Méndez |

| Uniformes | Uniformes |
| --------- | --------- |
|           |           |

### Cobertura del torneo en Argentina
Los partidos amistosos de Argentina previos a Francia 98 se emitieron en vivo por algún canal de aire como Canal 13, Telefe, América TV, Canal 9 o ATC y señales de cable como TyC Sports.

## Uniforme

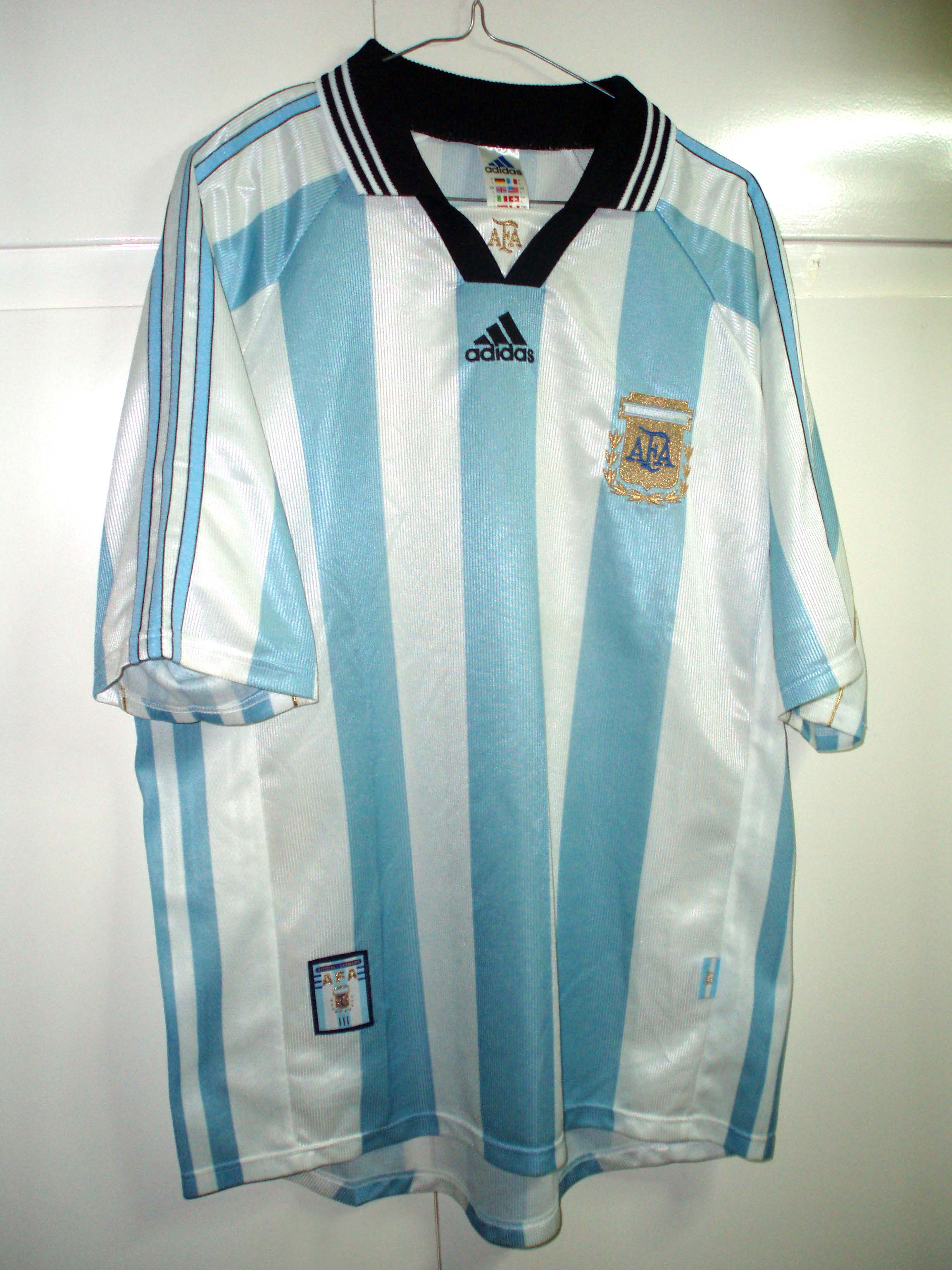
Camiseta titular diseñada por Adidas.

### Oficial

#### Manga corta
| Opción 1 | Opción 2 | Opción 3 | Opción 4 | Opción 5 | Opción 6 |

#### Manga larga
| Opción 1 | Opción 2 | Opción 3 | Opción 4 | Opción 5 | Opción 6 |

### Alternativo

#### Manga corta
| Opción 1 | Opción 2 | Opción 3 | Opción 4 | Opción 5 | Opción 6 |

#### Manga larga
| Opción 1 | Opción 2 | Opción 3 | Opción 4 | Opción 5 | Opción 6 |

## Plantel

### Lista final
Datos correspondientes al día de inicio del torneo
| N.º |                                         | Nombre                | Posición       | Edad    | PJ | G  | Equipo          |
| --- | --------------------------------------- | --------------------- | -------------- | ------- | -- | -- | --------------- |
| 1   | Bandera de la Provincia de Santa Fe     | Carlos Roa            | Guardameta     | 28 años | 10 | 0  | Mallorca        |
| 12  | Bandera de la Provincia de Buenos Aires | Germán Burgos         | Guardameta     | 29 años | 14 | 0  | River Plate     |
| 17  | Bandera de la Provincia de Buenos Aires | Pablo Cavallero       | Guardameta     | 24 años | 4  | 0  | Vélez Sársfield |
| 2   | Bandera de la Provincia de Entre Ríos   | Roberto Ayala         | Defensa        | 25 años | 37 | 1  | Napoli          |
| 3   | Bandera de la Provincia de Entre Ríos   | José Chamot           | Defensa        | 29 años | 34 | 2  | Lazio           |
| 4   | Bandera de la Ciudad de Buenos Aires    | Mauricio Pineda       | Defensa        | 22 años | 6  | 0  | Boca Juniors    |
| 6   | Bandera de la Provincia de Santa Fe     | Roberto Sensini       | Defensa        | 31 años | 44 | 0  | Parma           |
| 13  | Bandera de la Provincia de Buenos Aires | Pablo Paz             | Defensa        | 25 años | 13 | 1  | Tenerife        |
| 14  | Bandera de la Provincia de Buenos Aires | Nelson Vivas          | Defensa        | 28 años | 13 | 1  | Lugano          |
| 22  | Bandera de la Provincia de Buenos Aires | Javier Zanetti        | Defensa        | 24 años | 31 | 2  | Internazionale  |
| 5   | Bandera de la Provincia de Buenos Aires | Matías Almeyda        | Centrocampista | 24 años | 18 | 0  | Lazio           |
| 8   | Bandera de la Ciudad de Buenos Aires    | Diego Simeone         | Centrocampista | 28 años | 70 | 9  | Internazionale  |
| 10  | Bandera de la Provincia de Jujuy        | Ariel Ortega          | Centrocampista | 24 años | 51 | 9  | Valencia        |
| 11  | Bandera de la Provincia de Buenos Aires | Juan Sebastián Verón  | Centrocampista | 23 años | 17 | 1  | Sampdoria       |
| 15  | Bandera de la Ciudad de Buenos Aires    | Leonardo Astrada      | Centrocampista | 28 años | 30 | 1  | River Plate     |
| 16  | Bandera de la Provincia de Santa Fe     | Sergio Berti          | Centrocampista | 29 años | 21 | 2  | River Plate     |
| 20  | Bandera de la Provincia de Buenos Aires | Marcelo Gallardo      | Centrocampista | 22 años | 27 | 10 | River Plate     |
| 7   | Bandera de la Provincia de Córdoba      | Claudio López         | Delantero      | 23 años | 21 | 4  | Valencia        |
| 9   | Bandera de la Provincia de Santa Fe     | Gabriel Batistuta 2.º | Delantero      | 29 años | 62 | 42 | Fiorentina      |
| 18  | Bandera de la Provincia de Santa Fe     | Abel Balbo            | Delantero      | 32 años | 34 | 10 | Roma            |
| 19  | Bandera de la Provincia de Buenos Aires | Hernán Crespo         | Delantero      | 22 años | 14 | 6  | Parma           |
| 21  | Bandera de la Provincia de Santa Fe     | Marcelo Delgado       | Delantero      | 25 años | 12 | 0  | Racing Club     |
|     | Bandera de la Provincia de Buenos Aires | Daniel Passarella     | Entrenador     | 45 años |    |    |                 |

#### Jugadores por liga
| Liga             | Jugadores aportados |
| ---------------- | ------------------- |
| Serie A          | 10                  |
| Primera División | 7                   |
| Primera División | 4                   |
| Nationalliga B   | 1                   |

#### Jugadores por provincia
| Provincia       | Jugadores aportados |
| --------------- | ------------------- |
| Buenos Aires    | 9                   |
| Santa Fe        | 6                   |
| Capital Federal | 3                   |
| Entre Ríos      | 2                   |
| Córdoba         | 1                   |
| Jujuy           | 1                   |

### Capitanía

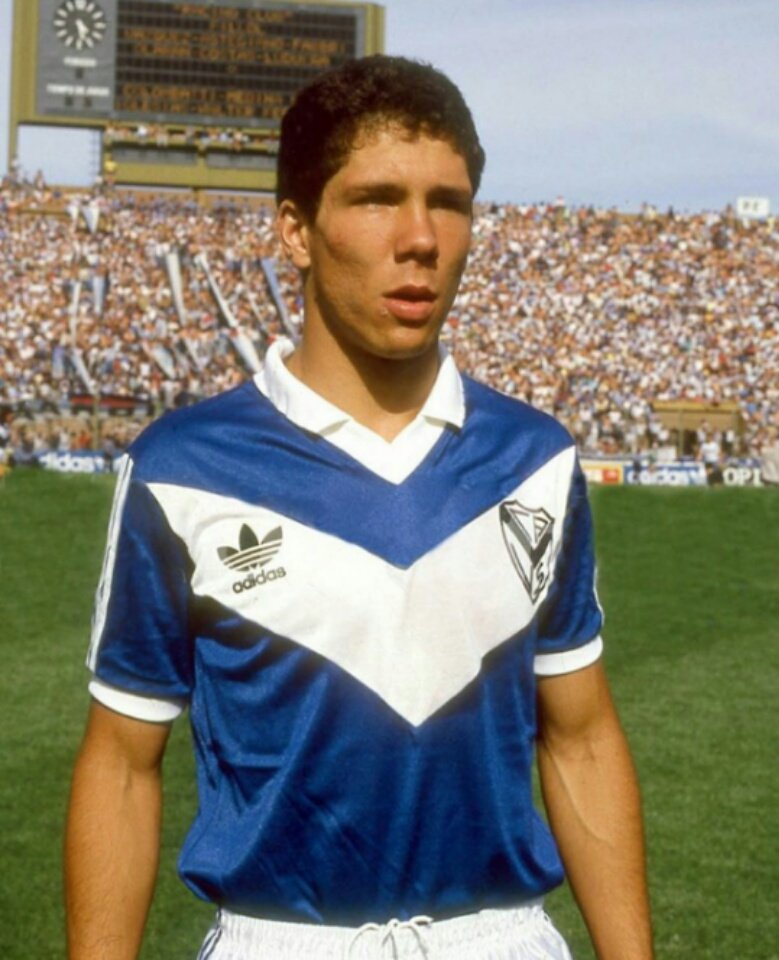
Simeone, capitán del equipo argentino.

Tras el retiro de Óscar Ruggeri, y la suspensión de Diego Maradona en el mundial de Estados Unidos 1994. El volante Diego Simeone, jugador del Atlético de Madrid y posteriormente del Inter de Milán, fue elegido por Passarella para ser capitán del equipo en las eliminatorias y el mundial de Francia 1998. Para el partido ante Croacia, Simeone no ingresó entre los once jugadores iniciales, por lo que la cinta de capitán fue para Gabriel Batistuta.

### Cuerpo técnico
| · Cuerpo técnico | · Cuerpo técnico                  |
| ---------------- | --------------------------------- |
| Entrenador:      | Daniel Passarella                 |
| Asistentes:      | Américo Gallego Alejandro Sabella |

## Participación
- Los horarios corresponden a la hora local de Francia (UTC+2).

### Partidos
| Fecha       | Lugar         | Instancia        |              |                             | Resultado               |                       |            |
| ----------- | ------------- | ---------------- | ------------ | --------------------------- | ----------------------- | --------------------- | ---------- |
| 14 de junio | Toulouse      | Fase de grupos   | Argentina    | Bandera de Argentina        | 1:0 (1:0)               | Bandera de Japón      | Japón      |
| 21 de junio | París         | Fase de grupos   | Argentina    | Bandera de Argentina        | 5:0 (1:0)               | Bandera de Jamaica    | Jamaica    |
| 26 de junio | Burdeos       | Fase de grupos   | Argentina    | Bandera de Argentina        | 1:0 (1:0)               | Bandera de Croacia    | Croacia    |
| 30 de junio | Saint-Étienne | Octavos de final | Argentina    | Bandera de Argentina        | 2:2 (2:2, 2:2) (4:3 p.) | Bandera de Inglaterra | Inglaterra |
| 4 de julio  | Marsella      | Cuartos de final | Países Bajos | Bandera de los Países Bajos | 2:1 (1:1)               | Bandera de Argentina  | Argentina  |

### Fase de grupos - Grupo H

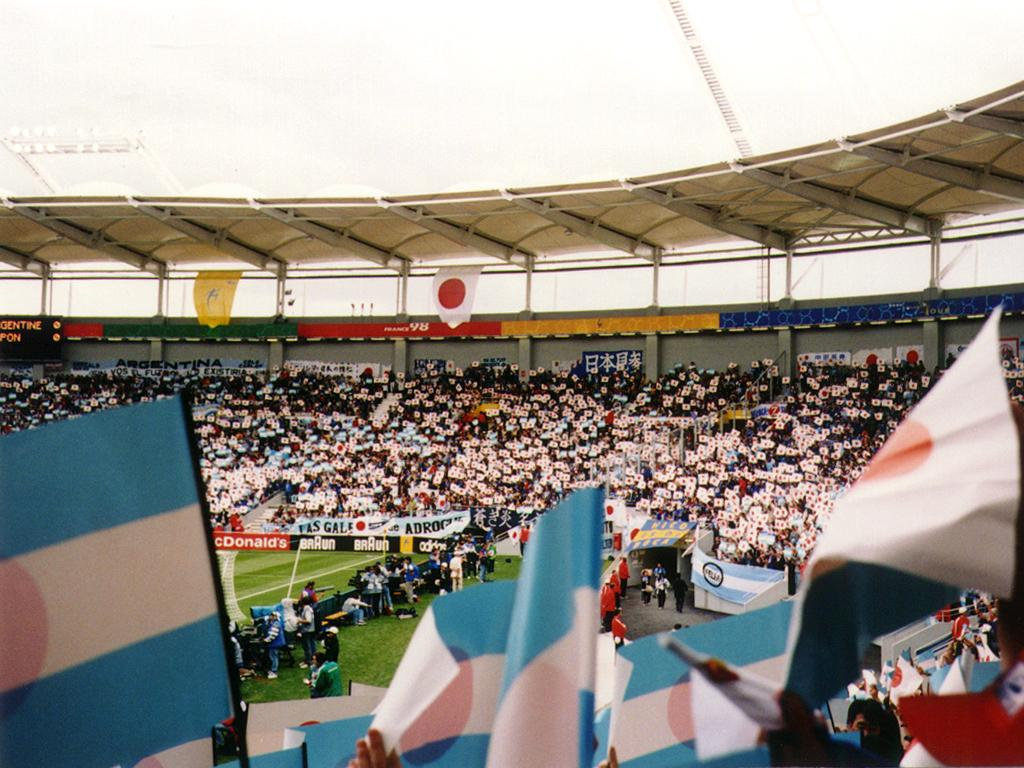
Tribunas del estadio durante el partido entre Argentina y Japón.

Durante esta fase de grupos la selección argentina demostró cierta contundencia en su juego, en especial en la goleada por 5 a 0 a Jamaica. En el debut Argentina consiguió tres puntos importantes al vencer por 1 a 0 a Japón. Sin embargo este triunfo por la diferencia mínima no reflejó el buen juego de Argentina. El segundo partido fue mucho más contundente, tres goles de Gabriel Batistuta y dos de Ariel Ortega le dieron el triunfo y aseguraron la clasificación a octavos. El tercer partido, frente a Croacia, finalizó con un ajustado 1 a 0 que le permitió a Argentina finalizar en el primer lugar de su grupo.
| Selección | Pts | PJ | PG | PE | PP | GF | GC | Dif |
| --------- | --- | -- | -- | -- | -- | -- | -- | --- |
| Argentina | 9   | 3  | 3  | 0  | 0  | 7  | 0  | 7   |
| Croacia   | 6   | 3  | 2  | 0  | 1  | 4  | 2  | 2   |
| Jamaica   | 3   | 3  | 1  | 0  | 2  | 3  | 9  | −6  |
| Japón     | 0   | 3  | 0  | 0  | 3  | 1  | 4  | −3  |

|  | Clasificados a los octavos de final. |

#### Argentina vs. Japón
| 14 de junio, 14:30 | Argentina     | 1:0 (1:0) | Japón | Estadio Municipal, Toulouse                                    |                                                                |
|                    | Batistuta 28' | Reporte   |       | Asistencia: 33 500 espectadores Árbitro(s): Mario van der Ende | Asistencia: 33 500 espectadores Árbitro(s): Mario van der Ende |

| 1          | Guardameta     | Carlos Roa           |     |
| 2          | Defensa        | Roberto Ayala        |     |
| 6          | Defensa        | Roberto Sensini      | 72' |
| 14         | Defensa        | Nelson Vivas         |     |
| 22         | Defensa        | Javier Zanetti       |     |
| 5          | Centrocampista | Matías Almeyda       |     |
| 8          | Centrocampista | Diego Simeone        |     |
| 10         | Centrocampista | Ariel Ortega         |     |
| 11         | Centrocampista | Juan Sebastián Verón |     |
| 7          | Delantero      | Claudio López        | 61' |
| 9          | Delantero      | Gabriel Batistuta    |     |
| Entrenador | Entrenador     | Daniel Passarella    |     |

| 20         | Guardameta     | Yoshikatsu Kawaguchi |     |
| 2          | Defensa        | Akira Narahashi      |     |
| 3          | Defensa        | Naoki Sōma           | 84' |
| 4          | Defensa        | Masami Ihara         |     |
| 17         | Defensa        | Yutaka Akita         |     |
| 19         | Defensa        | Eisuke Nakanishi     |     |
| 6          | Centrocampista | Motohiro Yamaguchi   |     |
| 8          | Centrocampista | Hidetoshi Nakata     |     |
| 10         | Centrocampista | Hiroshi Nanami       |     |
| 9          | Delantero      | Masashi Nakayama     | 65' |
| 18         | Delantero      | Shōji Jō             |     |
| Entrenador | Entrenador     | Takeshi Okada        |     |

| 18 | Delantero | Abel Balbo  | 61' |
| 3  | Defensa   | José Chamot | 72' |

| 12 | Delantero | Wagner Lopes   | 65' |
| 22 | Defensa   | Takashi Hirano | 84' |

| Anotado | 28' | Gabriel Batistuta | 1:0 |

| Amonestado | 26'   | Masami Ihara     |
| Amonestado | 67'   | Eisuke Nakanishi |
| Amonestado | 90+2' | Takashi Hirano   |

| Árbitro             | Mario van der Ende  |
| Árbitros asistentes | Marc Van Den Broeck |
| Árbitros asistentes | Eddie Foley         |
| Cuarto árbitro      | Ryszard Wójcik      |

| 1          | Guardameta     | Carlos Roa           |     |
| 2          | Defensa        | Roberto Ayala        |     |
| 6          | Defensa        | Roberto Sensini      | 72' |
| 14         | Defensa        | Nelson Vivas         |     |
| 22         | Defensa        | Javier Zanetti       |     |
| 5          | Centrocampista | Matías Almeyda       |     |
| 8          | Centrocampista | Diego Simeone        |     |
| 10         | Centrocampista | Ariel Ortega         |     |
| 11         | Centrocampista | Juan Sebastián Verón |     |
| 7          | Delantero      | Claudio López        | 61' |
| 9          | Delantero      | Gabriel Batistuta    |     |
| Entrenador | Entrenador     | Daniel Passarella    |     |

| 20         | Guardameta     | Yoshikatsu Kawaguchi |     |
| 2          | Defensa        | Akira Narahashi      |     |
| 3          | Defensa        | Naoki Sōma           | 84' |
| 4          | Defensa        | Masami Ihara         |     |
| 17         | Defensa        | Yutaka Akita         |     |
| 19         | Defensa        | Eisuke Nakanishi     |     |
| 6          | Centrocampista | Motohiro Yamaguchi   |     |
| 8          | Centrocampista | Hidetoshi Nakata     |     |
| 10         | Centrocampista | Hiroshi Nanami       |     |
| 9          | Delantero      | Masashi Nakayama     | 65' |
| 18         | Delantero      | Shōji Jō             |     |
| Entrenador | Entrenador     | Takeshi Okada        |     |

| 18 | Delantero | Abel Balbo  | 61' |
| 3  | Defensa   | José Chamot | 72' |

| 12 | Delantero | Wagner Lopes   | 65' |
| 22 | Defensa   | Takashi Hirano | 84' |

| Anotado | 28' | Gabriel Batistuta | 1:0 |

| Amonestado | 26'   | Masami Ihara     |
| Amonestado | 67'   | Eisuke Nakanishi |
| Amonestado | 90+2' | Takashi Hirano   |

| Árbitro             | Mario van der Ende  |
| Árbitros asistentes | Marc Van Den Broeck |
| Árbitros asistentes | Eddie Foley         |
| Cuarto árbitro      | Ryszard Wójcik      |

| Estadísticas      | Bandera de Argentina | Bandera de Japón |
| Tiros             | 24                   | 11               |
| Tiros a puerta    | 6                    | 0                |
| Tiros en el palo  | 1                    | 0                |
| Faltas            | 26                   | 36               |
| Saques de esquina | 4                    | 6                |
| Penaltis          | 0                    | 0                |
| Fueras de juego   | 5                    | 2                |
| Posesión de balón | 57%                  | 43%              |

#### Argentina vs. Jamaica
| 21 de junio, 17:30 | Argentina                                        | 5:0 (1:0) | Jamaica | Parque de los Príncipes, París                            |                                                           |
|                    | Ortega 31', 55' · Batistuta 72', 80', 83' (pen.) | Reporte   |         | Asistencia: 45 500 espectadores Árbitro(s): Rune Pedersen | Asistencia: 45 500 espectadores Árbitro(s): Rune Pedersen |

| 1          | Guardameta     | Carlos Roa           |     |
| 2          | Defensa        | Roberto Ayala        |     |
| 3          | Defensa        | José Chamot          |     |
| 6          | Defensa        | Roberto Sensini      | 25' |
| 22         | Defensa        | Javier Zanetti       |     |
| 5          | Centrocampista | Matías Almeyda       |     |
| 8          | Centrocampista | Diego Simeone        | 80' |
| 10         | Centrocampista | Ariel Ortega         |     |
| 11         | Centrocampista | Juan Sebastián Verón |     |
| 7          | Delantero      | Claudio López        | 75' |
| 9          | Delantero      | Gabriel Batistuta    |     |
| Entrenador | Entrenador     | Daniel Passarella    |     |

| 1          | Guardameta     | Warren Barrett    |       |
| 2          | Defensa        | Stephen Malcolm   | 62'   |
| 3          | Defensa        | Chris Dawes       |       |
| 5          | Defensa        | Ian Goodison      |       |
| 15         | Defensa        | Ricardo Gardner   |       |
| 19         | Defensa        | Frank Sinclair    |       |
| 6          | Centrocampista | Fitzroy Simpson   |       |
| 11         | Centrocampista | Theodore Whitmore | 73'   |
| 20         | Centrocampista | Darryl Powell     |       |
| 18         | Delantero      | Deon Burton       | 45+1' |
| 22         | Delantero      | Paul Hall         |       |
| Entrenador | Entrenador     | René Simões       |       |

| 14 | Defensa        | Nelson Vivas     | 25' |
| 20 | Centrocampista | Marcelo Gallardo | 75' |
| 4  | Defensa        | Mauricio Pineda  | 80' |

| 7  | Centrocampista | Peter Cargill | 45+1' |
| 10 | Delantero      | Walter Boyd   | 62'   |
| 16 | Centrocampista | Robbie Earle  | 73'   |

| Anotado         | 31' | Ariel Ortega      | 1:0 |
| Anotado         | 55' | Ariel Ortega      | 2:0 |
| Anotado         | 72' | Gabriel Batistuta | 3:0 |
| Anotado         | 80' | Gabriel Batistuta | 4:0 |
| Anotado · Penal | 83' | Gabriel Batistuta | 5:0 |

| Amonestado | 65' | José Chamot |

| Amonestado           | 4'    | Darryl Powell |
| Otorgado · Expulsado | 45+1' | Darryl Powell |
| Amonestado           | 88'   | Peter Cargill |

| Árbitro             | Rune Pedersen     |
| Árbitros asistentes | Mikael Nilsson    |
| Árbitros asistentes | Gennaro Mazzei    |
| Cuarto árbitro      | Pierluigi Collina |

| 1          | Guardameta     | Carlos Roa           |     |
| 2          | Defensa        | Roberto Ayala        |     |
| 3          | Defensa        | José Chamot          |     |
| 6          | Defensa        | Roberto Sensini      | 25' |
| 22         | Defensa        | Javier Zanetti       |     |
| 5          | Centrocampista | Matías Almeyda       |     |
| 8          | Centrocampista | Diego Simeone        | 80' |
| 10         | Centrocampista | Ariel Ortega         |     |
| 11         | Centrocampista | Juan Sebastián Verón |     |
| 7          | Delantero      | Claudio López        | 75' |
| 9          | Delantero      | Gabriel Batistuta    |     |
| Entrenador | Entrenador     | Daniel Passarella    |     |

| 1          | Guardameta     | Warren Barrett    |       |
| 2          | Defensa        | Stephen Malcolm   | 62'   |
| 3          | Defensa        | Chris Dawes       |       |
| 5          | Defensa        | Ian Goodison      |       |
| 15         | Defensa        | Ricardo Gardner   |       |
| 19         | Defensa        | Frank Sinclair    |       |
| 6          | Centrocampista | Fitzroy Simpson   |       |
| 11         | Centrocampista | Theodore Whitmore | 73'   |
| 20         | Centrocampista | Darryl Powell     |       |
| 18         | Delantero      | Deon Burton       | 45+1' |
| 22         | Delantero      | Paul Hall         |       |
| Entrenador | Entrenador     | René Simões       |       |

| 14 | Defensa        | Nelson Vivas     | 25' |
| 20 | Centrocampista | Marcelo Gallardo | 75' |
| 4  | Defensa        | Mauricio Pineda  | 80' |

| 7  | Centrocampista | Peter Cargill | 45+1' |
| 10 | Delantero      | Walter Boyd   | 62'   |
| 16 | Centrocampista | Robbie Earle  | 73'   |

| Anotado         | 31' | Ariel Ortega      | 1:0 |
| Anotado         | 55' | Ariel Ortega      | 2:0 |
| Anotado         | 72' | Gabriel Batistuta | 3:0 |
| Anotado         | 80' | Gabriel Batistuta | 4:0 |
| Anotado · Penal | 83' | Gabriel Batistuta | 5:0 |

| Amonestado | 65' | José Chamot |

| Amonestado           | 4'    | Darryl Powell |
| Otorgado · Expulsado | 45+1' | Darryl Powell |
| Amonestado           | 88'   | Peter Cargill |

| Árbitro             | Rune Pedersen     |
| Árbitros asistentes | Mikael Nilsson    |
| Árbitros asistentes | Gennaro Mazzei    |
| Cuarto árbitro      | Pierluigi Collina |

| Estadísticas      | Bandera de Argentina | Bandera de Jamaica |
| Tiros             | 24                   | 8                  |
| Tiros a puerta    | 13                   | 1                  |
| Tiros en el palo  | 0                    | 0                  |
| Faltas            | 15                   | 21                 |
| Saques de esquina | 4                    | 2                  |
| Penaltis          | 1 (1)                | 0                  |
| Fueras de juego   | 1                    | 1                  |
| Posesión de balón | 57%                  | 43%                |

#### Argentina vs. Croacia
| 26 de junio, 16:00 | Argentina  | 1:0 (1:0) | Croacia | Stade Parc Lescure, Burdeos                              |                                                          |
|                    | Pineda 36' | Reporte   |         | Asistencia: 31 800 espectadores Árbitro(s): Said Belqola | Asistencia: 31 800 espectadores Árbitro(s): Said Belqola |

| 1          | Guardameta     | Carlos Roa           |     |
| 2          | Defensa        | Roberto Ayala        |     |
| 4          | Defensa        | Mauricio Pineda      |     |
| 13         | Defensa        | Pablo Paz            |     |
| 14         | Defensa        | Nelson Vivas         |     |
| 22         | Defensa        | Javier Zanetti       | 67' |
| 5          | Centrocampista | Matías Almeyda       |     |
| 10         | Centrocampista | Ariel Ortega         | 52' |
| 11         | Centrocampista | Juan Sebastián Verón |     |
| 20         | Centrocampista | Marcelo Gallardo     | 80' |
| 9          | Delantero      | Gabriel Batistuta    |     |
| Entrenador | Entrenador     | Daniel Passarella    |     |

| 1          | Guardameta     | Dražen Ladić      |       |
| 6          | Defensa        | Slaven Bilić      |       |
| 14         | Defensa        | Zvonimir Soldo    |       |
| 20         | Defensa        | Dario Šimić       |       |
| 7          | Centrocampista | Aljoša Asanović   |       |
| 8          | Centrocampista | Robert Prosinečki | 67'   |
| 10         | Centrocampista | Zvonimir Boban    |       |
| 11         | Centrocampista | Silvio Marić      | 45+1' |
| 13         | Centrocampista | Mario Stanić      |       |
| 17         | Centrocampista | Robert Jarni      |       |
| 9          | Delantero      | Davor Šuker       |       |
| Entrenador | Entrenador     | Miroslav Blažević |       |

| 7  | Delantero      | Claudio López | 52' |
| 8  | Centrocampista | Diego Simeone | 67' |
| 16 | Centrocampista | Sergio Berti  | 80' |

| 19 | Delantero | Goran Vlaović | 45+1' |
| 4  | Defensa   | Igor Štimac   | 67'   |

| Anotado | 36' | Mauricio Pineda | 1:0 |

| Amonestado | 23' | Ariel Ortega  |
| Amonestado | 35' | Roberto Ayala |
| Amonestado | 68' | Nelson Vivas  |

| Amonestado | 20' | Slaven Bilić   |
| Amonestado | 43' | Zvonimir Soldo |
| Amonestado | 47' | Zvonimir Boban |
| Amonestado | 58' | Robert Jarni   |

| Árbitro             | Said Belqola             |
| Árbitros asistentes | Aristidis Chris Soldatos |
| Árbitros asistentes | Mohamed Mansri           |
| Cuarto árbitro      | Lim Kee Chong            |

| 1          | Guardameta     | Carlos Roa           |     |
| 2          | Defensa        | Roberto Ayala        |     |
| 4          | Defensa        | Mauricio Pineda      |     |
| 13         | Defensa        | Pablo Paz            |     |
| 14         | Defensa        | Nelson Vivas         |     |
| 22         | Defensa        | Javier Zanetti       | 67' |
| 5          | Centrocampista | Matías Almeyda       |     |
| 10         | Centrocampista | Ariel Ortega         | 52' |
| 11         | Centrocampista | Juan Sebastián Verón |     |
| 20         | Centrocampista | Marcelo Gallardo     | 80' |
| 9          | Delantero      | Gabriel Batistuta    |     |
| Entrenador | Entrenador     | Daniel Passarella    |     |

| 1          | Guardameta     | Dražen Ladić      |       |
| 6          | Defensa        | Slaven Bilić      |       |
| 14         | Defensa        | Zvonimir Soldo    |       |
| 20         | Defensa        | Dario Šimić       |       |
| 7          | Centrocampista | Aljoša Asanović   |       |
| 8          | Centrocampista | Robert Prosinečki | 67'   |
| 10         | Centrocampista | Zvonimir Boban    |       |
| 11         | Centrocampista | Silvio Marić      | 45+1' |
| 13         | Centrocampista | Mario Stanić      |       |
| 17         | Centrocampista | Robert Jarni      |       |
| 9          | Delantero      | Davor Šuker       |       |
| Entrenador | Entrenador     | Miroslav Blažević |       |

| 7  | Delantero      | Claudio López | 52' |
| 8  | Centrocampista | Diego Simeone | 67' |
| 16 | Centrocampista | Sergio Berti  | 80' |

| 19 | Delantero | Goran Vlaović | 45+1' |
| 4  | Defensa   | Igor Štimac   | 67'   |

| Anotado | 36' | Mauricio Pineda | 1:0 |

| Amonestado | 23' | Ariel Ortega  |
| Amonestado | 35' | Roberto Ayala |
| Amonestado | 68' | Nelson Vivas  |

| Amonestado | 20' | Slaven Bilić   |
| Amonestado | 43' | Zvonimir Soldo |
| Amonestado | 47' | Zvonimir Boban |
| Amonestado | 58' | Robert Jarni   |

| Árbitro             | Said Belqola             |
| Árbitros asistentes | Aristidis Chris Soldatos |
| Árbitros asistentes | Mohamed Mansri           |
| Cuarto árbitro      | Lim Kee Chong            |

| Estadísticas      | Bandera de Argentina | Bandera de Croacia |
| Tiros             | 13                   | 12                 |
| Tiros a puerta    | 4                    | 1                  |
| Tiros en el palo  | 0                    | 1                  |
| Faltas            | 13                   | 22                 |
| Saques de esquina | 3                    | 3                  |
| Penaltis          | 0                    | 0                  |
| Fueras de juego   | 4                    | 0                  |
| Posesión de balón | 57%                  | 43%                |

### Octavos de final

#### Argentina vs. Inglaterra
Argentina debía enfrentarse a un duro rival, la selección inglesa. La importancia de Inglaterra no era solo por su historia futbolística, sino porque los ingleses buscaban revancha del partido disputado en la Copa Mundial de Fútbol de 1986. El marcador fue abierto por Argentina, que se ponía en ventaja tras un gol de Batistuta a los 6 minutos del primer tiempo. Sin embargo este resultado no duraría, ya que diez minutos después del gol argentino Inglaterra ganaba 2 a 1 mediante un gol de Shearer y otro de Michael Owen, una de las revelaciones del torneo. Durante el tiempo de descuento del primer tiempo, Javier Zanetti consigue el empate luego de una jugada preparada de tiro libre. Una jugada determinante se produjo a los 47 minutos, cuando fue expulsado el mediocampista inglés David Beckham tras agredir a Diego Simeone. La agresión no había sido grave, pero el reglamento dice que ante una agresión de cualquier tipo (incluso el mero intento de agresión) debe ser penado de expulsión, más allá que Simeone exageró su dolor.
El empate continuó durante el segundo tiempo y los dos tiempos suplementarios, por lo que el partido se definió mediante penales. Con una importante actuación del portero argentino Roa, Argentina ganó la definición por 4 a 3 y se clasificó para los cuartos de final.
| 30 de junio, 21:00 | Argentina                                 | 2:2 (2:2, 2:2) (t. s.)(4:3 p.) | Inglaterra                             | Estadio Geoffroy-Guichard, Saint-Étienne                       |                                                                |
|                    | Batistuta 6' (pen.) · Zanetti 45+1'       | Reporte                        | Shearer 10' (pen.) · Owen 16'          | Asistencia: 30 600 espectadores Árbitro(s): Kim Milton Nielsen | Asistencia: 30 600 espectadores Árbitro(s): Kim Milton Nielsen |
|                    |                                           | Tiros desde el punto penal     |                                        |                                                                |                                                                |
|                    | Berti · Crespo · Verón · Gallardo · Ayala |                                | Shearer · Ince · Merson · Owen · Batty |                                                                |                                                                |

| 1          | Guardameta     | Carlos Roa           |     |
| 2          | Defensa        | Roberto Ayala        |     |
| 3          | Defensa        | José Chamot          |     |
| 14         | Defensa        | Nelson Vivas         |     |
| 22         | Defensa        | Javier Zanetti       |     |
| 5          | Centrocampista | Matías Almeyda       |     |
| 8          | Centrocampista | Diego Simeone        | 91' |
| 10         | Centrocampista | Ariel Ortega         |     |
| 11         | Centrocampista | Juan Sebastián Verón |     |
| 7          | Delantero      | Claudio López        | 68' |
| 9          | Delantero      | Gabriel Batistuta    | 68' |
| Entrenador | Entrenador     | Daniel Passarella    |     |

| 1          | Guardameta     | David Seaman    |     |
| 2          | Defensa        | Sol Campbell    |     |
| 3          | Defensa        | Graeme Le Saux  | 71' |
| 5          | Defensa        | Tony Adams      |     |
| 12         | Defensa        | Gary Neville    |     |
| 4          | Centrocampista | Paul Ince       |     |
| 7          | Centrocampista | David Beckham   |     |
| 14         | Centrocampista | Darren Anderton | 97' |
| 9          | Delantero      | Alan Shearer    |     |
| 16         | Delantero      | Paul Scholes    | 78' |
| 20         | Delantero      | Michael Owen    |     |
| Entrenador | Entrenador     | Glenn Hoddle    |     |

| 19 | Delantero      | Hernán Crespo    | 68' |
| 20 | Centrocampista | Marcelo Gallardo | 68' |
| 16 | Centrocampista | Sergio Berti     | 91' |

| 6  | Defensa        | Gareth Southgate | 71' |
| 15 | Centrocampista | Paul Merson      | 78' |
| 8  | Centrocampista | David Batty      | 97' |

| Anotado · Penal | 6'    | Gabriel Batistuta | 1:0 |
| Anotado         | 45+1' | Javier Zanetti    | 2:2 |

| Anotado · Penal | 10' | Alan Shearer | 1:1 |
| Anotado         | 16' | Michael Owen | 1:2 |

| Sergio Berti         | Acierto de penal         | 1:0 |                          |              |
|                      |                          | 1:1 | Acierto de penal         | Alan Shearer |
| Hernán Crespo        | Fallo de penal (atajado) | 1:1 |                          |              |
|                      |                          | 1:1 | Fallo de penal (atajado) | Paul Ince    |
| Juan Sebastián Verón | Acierto de penal         | 2:1 |                          |              |
|                      |                          | 2:2 | Acierto de penal         | Paul Merson  |
| Marcelo Gallardo     | Acierto de penal         | 3:2 |                          |              |
|                      |                          | 3:3 | Acierto de penal         | Michael Owen |
| Roberto Ayala        | Acierto de penal         | 4:3 |                          |              |
|                      |                          | 4:3 | Fallo de penal (atajado) | David Batty  |

| Amonestado | 44'  | Juan Sebastián Verón |
| Amonestado | 47'  | Diego Simeone        |
| Amonestado | 73'  | Matías Almeyda       |
| Amonestado | 110' | Carlos Roa           |

| Amonestado | 5'  | David Seaman  |
| Amonestado | 10' | Paul Ince     |
| Expulsado  | 47' | David Beckham |

| Árbitro             | Kim Milton Nielsen |
| Árbitros asistentes | Halim Abdul Hamid  |
| Árbitros asistentes | Mohamed Al Musawi  |
| Cuarto árbitro      | Rune Pedersen      |

| 1          | Guardameta     | Carlos Roa           |     |
| 2          | Defensa        | Roberto Ayala        |     |
| 3          | Defensa        | José Chamot          |     |
| 14         | Defensa        | Nelson Vivas         |     |
| 22         | Defensa        | Javier Zanetti       |     |
| 5          | Centrocampista | Matías Almeyda       |     |
| 8          | Centrocampista | Diego Simeone        | 91' |
| 10         | Centrocampista | Ariel Ortega         |     |
| 11         | Centrocampista | Juan Sebastián Verón |     |
| 7          | Delantero      | Claudio López        | 68' |
| 9          | Delantero      | Gabriel Batistuta    | 68' |
| Entrenador | Entrenador     | Daniel Passarella    |     |

| 1          | Guardameta     | David Seaman    |     |
| 2          | Defensa        | Sol Campbell    |     |
| 3          | Defensa        | Graeme Le Saux  | 71' |
| 5          | Defensa        | Tony Adams      |     |
| 12         | Defensa        | Gary Neville    |     |
| 4          | Centrocampista | Paul Ince       |     |
| 7          | Centrocampista | David Beckham   |     |
| 14         | Centrocampista | Darren Anderton | 97' |
| 9          | Delantero      | Alan Shearer    |     |
| 16         | Delantero      | Paul Scholes    | 78' |
| 20         | Delantero      | Michael Owen    |     |
| Entrenador | Entrenador     | Glenn Hoddle    |     |

| 19 | Delantero      | Hernán Crespo    | 68' |
| 20 | Centrocampista | Marcelo Gallardo | 68' |
| 16 | Centrocampista | Sergio Berti     | 91' |

| 6  | Defensa        | Gareth Southgate | 71' |
| 15 | Centrocampista | Paul Merson      | 78' |
| 8  | Centrocampista | David Batty      | 97' |

| Anotado · Penal | 6'    | Gabriel Batistuta | 1:0 |
| Anotado         | 45+1' | Javier Zanetti    | 2:2 |

| Anotado · Penal | 10' | Alan Shearer | 1:1 |
| Anotado         | 16' | Michael Owen | 1:2 |

| Sergio Berti         | Acierto de penal         | 1:0 |                          |              |
|                      |                          | 1:1 | Acierto de penal         | Alan Shearer |
| Hernán Crespo        | Fallo de penal (atajado) | 1:1 |                          |              |
|                      |                          | 1:1 | Fallo de penal (atajado) | Paul Ince    |
| Juan Sebastián Verón | Acierto de penal         | 2:1 |                          |              |
|                      |                          | 2:2 | Acierto de penal         | Paul Merson  |
| Marcelo Gallardo     | Acierto de penal         | 3:2 |                          |              |
|                      |                          | 3:3 | Acierto de penal         | Michael Owen |
| Roberto Ayala        | Acierto de penal         | 4:3 |                          |              |
|                      |                          | 4:3 | Fallo de penal (atajado) | David Batty  |

| Amonestado | 44'  | Juan Sebastián Verón |
| Amonestado | 47'  | Diego Simeone        |
| Amonestado | 73'  | Matías Almeyda       |
| Amonestado | 110' | Carlos Roa           |

| Amonestado | 5'  | David Seaman  |
| Amonestado | 10' | Paul Ince     |
| Expulsado  | 47' | David Beckham |

| Árbitro             | Kim Milton Nielsen |
| Árbitros asistentes | Halim Abdul Hamid  |
| Árbitros asistentes | Mohamed Al Musawi  |
| Cuarto árbitro      | Rune Pedersen      |

| Estadísticas      | Bandera de Argentina | Bandera de Inglaterra |
| Tiros             | 25                   | 18                    |
| Tiros a puerta    | 5                    | 4                     |
| Tiros en el palo  | 0                    | 1                     |
| Faltas            | 29                   | 13                    |
| Saques de esquina | 6                    | 7                     |
| Penaltis          | 1 (1)                | 1 (1)                 |
| Fueras de juego   | 6                    | 1                     |
| Posesión de balón | 65%                  | 35%                   |

### Cuartos de final

#### Países Bajos vs. Argentina
Argentina esperaba un difícil partido frente a los Países Bajos, que había obtenido la clasificación tras finalizar en el primer lugar del Grupo E y derrotar a Yugoslavia en los octavos de final. El partido fue muy reñido, y los naranjas consiguieron abrir el marcador a los 12 minutos con un gol de Kluivert. Sin embargo, cinco minutos después Claudio López consiguió igualar el partido. A los 76' Arthur Numan vio la tarjeta roja por doble amontestación, dejando a su selección con 10 jugadores. A pocos minutos del final, el centrocampista argentino Ariel Ortega cometió una dura agresión al golpear al portero rival Edwin van der Sar, por la cual vio la tarjeta roja en el mejor momento de su selección. Finalmente, Países Bajos consiguió la clasificación en el minuto 89, tras un gol de Dennis Bergkamp en el que demostró un gran control de balón.
| 4 de julio, 16:30 | Países Bajos                | 2:1 (1:1) | Argentina | Estadio Velódromo, Marsella                                      |                                                                  |
|                   | Kluivert 12' · Bergkamp 89' | Reporte   | López 17' | Asistencia: 55 000 espectadores Árbitro(s): Arturo Brizio Carter | Asistencia: 55 000 espectadores Árbitro(s): Arturo Brizio Carter |

| 1          | Guardameta     | Edwin van der Sar |     |
| 2          | Defensa        | Michael Reiziger  |     |
| 3          | Defensa        | Jaap Stam         |     |
| 4          | Defensa        | Frank de Boer     |     |
| 5          | Defensa        | Arthur Numan      |     |
| 6          | Centrocampista | Wim Jonk          |     |
| 7          | Centrocampista | Ronald de Boer    | 64' |
| 11         | Centrocampista | Phillip Cocu      |     |
| 16         | Centrocampista | Edgar Davids      |     |
| 8          | Delantero      | Dennis Bergkamp   |     |
| 9          | Delantero      | Patrick Kluivert  |     |
| Entrenador | Entrenador     | Guus Hiddink      |     |

| 1          | Guardameta     | Carlos Roa           |     |
| 2          | Defensa        | Roberto Ayala        |     |
| 3          | Defensa        | José Chamot          | 89' |
| 6          | Defensa        | Roberto Sensini      |     |
| 22         | Defensa        | Javier Zanetti       |     |
| 5          | Centrocampista | Matías Almeyda       | 68' |
| 8          | Centrocampista | Diego Simeone        |     |
| 10         | Centrocampista | Ariel Ortega         |     |
| 11         | Centrocampista | Juan Sebastián Verón |     |
| 7          | Delantero      | Claudio López        |     |
| 9          | Delantero      | Gabriel Batistuta    |     |
| Entrenador | Entrenador     | Daniel Passarella    |     |

| 14 | Delantero | Marc Overmars | 64' |

| 4  | Defensa   | Mauricio Pineda | 68' |
| 18 | Delantero | Abel Balbo      | 89' |

| Anotado | 12' | Patrick Kluivert | 1:0 |
| Anotado | 89' | Dennis Bergkamp  | 2:1 |

| Anotado | 17' | Claudio López | 1:1 |

| Amonestado           | 10' | Jaap Stam    |
| Amonestado           | 17' | Arthur Numan |
| Otorgado · Expulsado | 76' | Arthur Numan |

| Amonestado | 22' | José Chamot     |
| Amonestado | 60' | Roberto Sensini |
| Amonestado | 86' | Ariel Ortega    |
| Expulsado  | 87' | Ariel Ortega    |

| Árbitro             | Arturo Brizio Carter |
| Árbitros asistentes | Owen Powell          |
| Árbitros asistentes | Reynaldo Salinas     |
| Cuarto árbitro      | Epifanio González    |

| 1          | Guardameta     | Edwin van der Sar |     |
| 2          | Defensa        | Michael Reiziger  |     |
| 3          | Defensa        | Jaap Stam         |     |
| 4          | Defensa        | Frank de Boer     |     |
| 5          | Defensa        | Arthur Numan      |     |
| 6          | Centrocampista | Wim Jonk          |     |
| 7          | Centrocampista | Ronald de Boer    | 64' |
| 11         | Centrocampista | Phillip Cocu      |     |
| 16         | Centrocampista | Edgar Davids      |     |
| 8          | Delantero      | Dennis Bergkamp   |     |
| 9          | Delantero      | Patrick Kluivert  |     |
| Entrenador | Entrenador     | Guus Hiddink      |     |

| 1          | Guardameta     | Carlos Roa           |     |
| 2          | Defensa        | Roberto Ayala        |     |
| 3          | Defensa        | José Chamot          | 89' |
| 6          | Defensa        | Roberto Sensini      |     |
| 22         | Defensa        | Javier Zanetti       |     |
| 5          | Centrocampista | Matías Almeyda       | 68' |
| 8          | Centrocampista | Diego Simeone        |     |
| 10         | Centrocampista | Ariel Ortega         |     |
| 11         | Centrocampista | Juan Sebastián Verón |     |
| 7          | Delantero      | Claudio López        |     |
| 9          | Delantero      | Gabriel Batistuta    |     |
| Entrenador | Entrenador     | Daniel Passarella    |     |

| 14 | Delantero | Marc Overmars | 64' |

| 4  | Defensa   | Mauricio Pineda | 68' |
| 18 | Delantero | Abel Balbo      | 89' |

| Anotado | 12' | Patrick Kluivert | 1:0 |
| Anotado | 89' | Dennis Bergkamp  | 2:1 |

| Anotado | 17' | Claudio López | 1:1 |

| Amonestado           | 10' | Jaap Stam    |
| Amonestado           | 17' | Arthur Numan |
| Otorgado · Expulsado | 76' | Arthur Numan |

| Amonestado | 22' | José Chamot     |
| Amonestado | 60' | Roberto Sensini |
| Amonestado | 86' | Ariel Ortega    |
| Expulsado  | 87' | Ariel Ortega    |

| Árbitro             | Arturo Brizio Carter |
| Árbitros asistentes | Owen Powell          |
| Árbitros asistentes | Reynaldo Salinas     |
| Cuarto árbitro      | Epifanio González    |

| Estadísticas      | Bandera de los Países Bajos | Bandera de Argentina |
| Tiros             | 16                          | 10                   |
| Tiros a puerta    | 7                           | 4                    |
| Tiros en el palo  | 1                           | 2                    |
| Faltas            | 23                          | 16                   |
| Saques de esquina | 7                           | 4                    |
| Penaltis          | 0                           | 0                    |
| Fueras de juego   | 1                           | 3                    |
| Posesión de balón | 58%                         | 42%                  |

## Estadísticas

### Goleadores
| #     | Jugador           | Anotado | PJ | Prom. | Jugada | Cabeza | Tiro libre | Penal |
| ----- | ----------------- | ------- | -- | ----- | ------ | ------ | ---------- | ----- |
| 1     | Gabriel Batistuta | 5       | 5  | 1     | 3      |        |            | 2     |
| 2     | Ariel Ortega      | 2       | 5  | 0.4   | 2      |        |            |       |
| 3     | Mauricio Pineda   | 1       | 4  | 0.25  | 1      |        |            |       |
|       | Javier Zanetti    | 1       | 5  | 0.2   | 1      |        |            |       |
|       | Claudio López     | 1       | 5  | 0.2   | 1      |        |            |       |
| Total | Total             | 10      | 5  | 2     | 8      | 0      | 0          | 2     |